# Ociąż

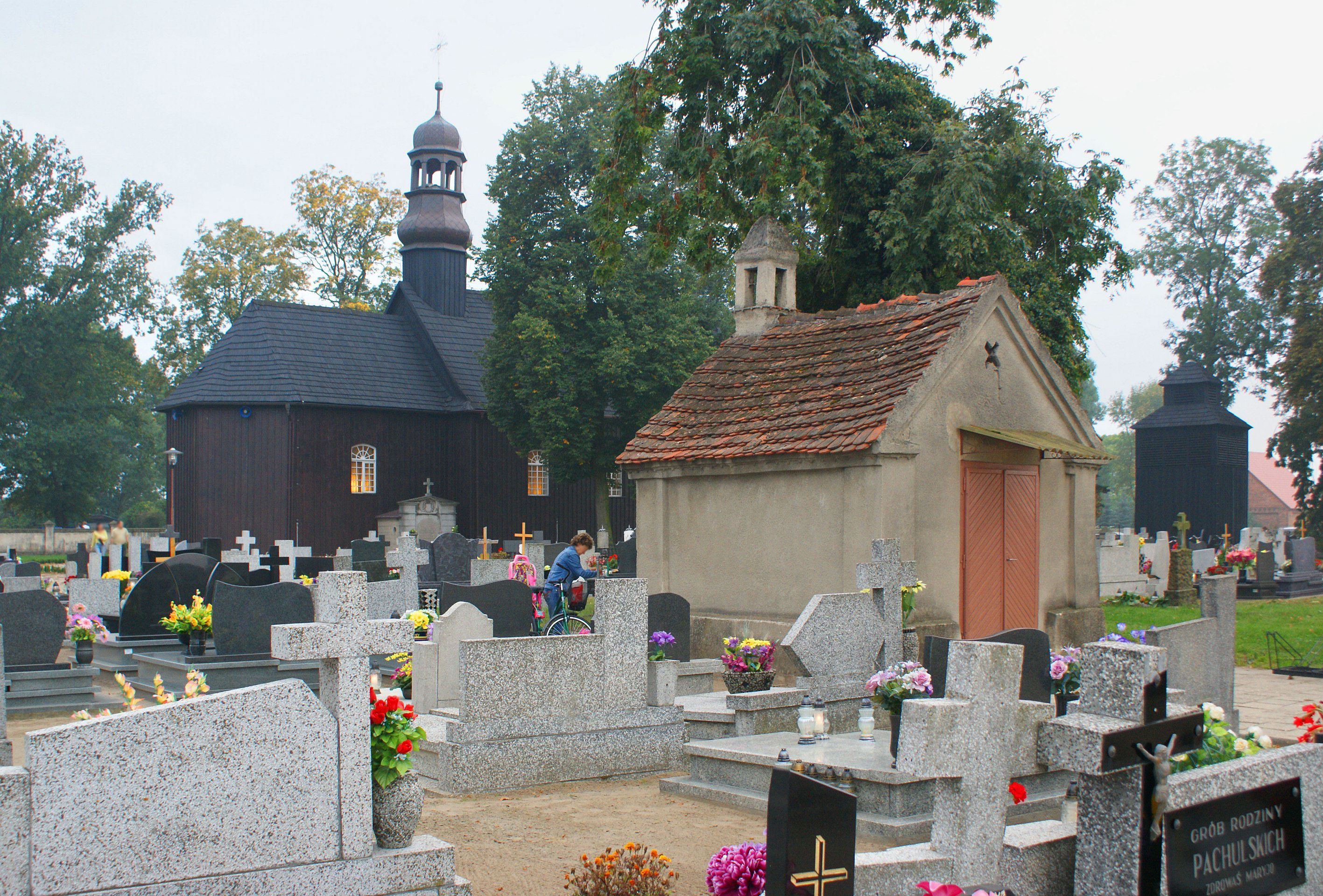
Begraafplaats van Ociąż

Ociąż is een dorp in de Poolse woiwodschap Groot-Polen. De plaats maakt deel uit van de gemeente Nowe Skalmierzyce.